# Avenida Marechal Rondon
Avenida Marechal Rondon é um importante logradouro da Zona Norte do Rio de Janeiro.

## História
A via foi inaugurada em 1965, com o nome de Avenida Central do Brasil. É uma das três vias principais do bairro do Rocha, junto da Rua Vinte e Quatro de Maio e da Rua Ana Néri.
Segundo Marcos Tamoyo, que foi secretário de obras do governador da Guanabara Carlos Lacerda, a região da Rua 24 de Maio foi aliviada após a construção desta avenida.
Estende-se por diversos bairros do subúrbio desta cidade: Engenho Novo, Sampaio, Riachuelo e Rocha.
Tendo aproximadamente três quilômetros de extensão, é, juntamente com a Rua 24 de Maio, uma das principais vias da Zona Norte do Rio de Janeiro.
Próximo à avenida, fica o Túnel Noel Rosa, que liga os bairros de Riachuelo e Vila Isabel.